# Ludisia
Cleistes
Genre
Classification phylogénétique
Ludisia est un genre de plantes à fleurs de la famille des Orchidaceae, comptant une seule espèce : Ludisia discolor, communément appelée orchidée joyau. C'est une orchidée terrestre.
Cette espèce est originaire de Chine du Sud, Thaïlande, Viêt Nam, Philippines, Malaisie, Indonésie et Birmanie, et est souvent cultivée. Cette espèce est terrestre ou épilithe et pousse naturellement dans des forêts persistantes de plaine à l'ombre, dans des habitats humides avec des substrats rocheux le long des ruisseaux et des rivières à des altitudes de 70 à 1 100 mètres sans pseudobulbes. Les tiges rouges charnues torsadées, dressées ou pendantes font de 20 à 25 cm de long et les feuilles elliptiques-lancéolées de 5 à 7,5 cm. Celles-ci sont brun pourpre avec des nervures jaunes d'où l’épithète « discolor » (de deux couleurs). Les fleurs apparaissent au printemps sur une inflorescence cylindrique terminale assez dense de  10 à 30 cm de long ; elles sont asymétriques, blanches avec une colonne jaune, odorantes et durent 2 à 3 semaines.
Elle a besoin d'une forte humidité et de températures chaudes avec une lumière moyenne à faible à, elle tolère des niveaux de lumière extrêmement faibles.

## Étymologie
Le nom de Ludisia vient du latin et signifie danseur ou comédien.